# Strassburg-Klasse
| Strassburg-Klasse                                       | Strassburg-Klasse | Strassburg-Klasse |
| Die Salier, der erste Reichspostdampfer nach Australien | Die Salier, der erste Reichspostdampfer nach Australien | Die Salier, der erste Reichspostdampfer nach Australien |
| ------------------------------------------------------- | --- | --- |
| Stapellauf:                                             | 24. April 1872 – 9. Januar 1875 | 24. April 1872 – 9. Januar 1875 |
| Indienststellung:                                       | September 1872 – März 1876 | September 1872 – März 1876 |
| Bauwerften:                                             | Caird & Company, Greenock Robert Steele & Company, Greenock Earle’s Shipbuilding and Engineering Company, Hull                                                               | Caird & Company, Greenock Robert Steele & Company, Greenock Earle’s Shipbuilding and Engineering Company, Hull                                                               |
| Passagiere:                                             | 67–216 Kabinenplätze 500–900 Zwischendecksplätze | 67–216 Kabinenplätze 500–900 Zwischendecksplätze |
| Besatzung:                                              | 80–110 Mann | 80–110 Mann |
| Schwesterschiffe:                                       | von Caird: Strassburg, Mosel, Feldmarschall Moltke, Minister Roon, Neckar, Oder von Steele: Braunschweig, Nürnberg von Earle’s: Hohenzollern, Hohenstaufen, Salier, Habsburg | von Caird: Strassburg, Mosel, Feldmarschall Moltke, Minister Roon, Neckar, Oder von Steele: Braunschweig, Nürnberg von Earle’s: Hohenzollern, Hohenstaufen, Salier, Habsburg |
| Technische Daten                                        | | |
| Vermessung:                                             | 3.020 – 3.158 BRT | 3.020 – 3.158 BRT |
| Tragfähigkeit:                                          | 2.217 – 2.683 tdw | 2.217 – 2.683 tdw |
| Länge registriert:                                      | 106,67 – 107,49 m | 106,67 – 107,49 m |
| Breite:                                                 | 11,89 – 12,23 m | 11,89 – 12,23 m |
| Tiefgang:                                               | | |
| Maschinenanlage:                                        | Compound-Dampfmaschine | Compound-Dampfmaschine |
| Anzahl der Schrauben:                                   | 1 | 1 |
| Leistung:                                               | 1230–3250 PSi | 1230–3250 PSi |
| Höchstgeschwindigkeit:                                  | 11–13 kn | 11–13 kn |
| Verbleib                                                | | |
| drei Verluste 1882, 1887, 1892 1896–1912 abgebrochen    | | |

Die Strassburg-Klasse war eine Serie von Dampfschiffen des Norddeutschen Lloyd (NDL).
Der NDL bestellte die dreizehn Dampfer dieser Klasse bei drei britischen Werften nach dem Deutsch-Französischen Krieg in Erwartung erheblicher Verkehrssteigerungen. Diese Dampfer hatten erstmals gerade Dampfersteven, verfügten aber an beiden Masten über eine Rahtakelung. Sie wurden 1872 bis 1876 an den NDL ausgeliefert. Ab 1886 wurden Schiffe dieser Klasse auch als erste Reichspostdampfer eingesetzt.

## Inbetriebnahme bzw. Unterschiede
Die von Caird & Company gelieferten Schiffe waren für den Verkehr in die USA und die drei mit den Personennamen für die Route nach Westindien bestimmt. Die beiden bei Robert Steele & Company bestellten Schiffe sollten nach Baltimore in Dienst kommen und gehörten auch der mit der Baltimore and Ohio Railroad gegründeten deutsch-amerikanischen Tochtergesellschaft für diese Linie. Die vier von Earle’s Shipbuilding and Engineering zu liefernden Schiffe waren für einen neuen Verkehr nach Südamerika vorgesehen.
Die Strassburg wurde als erstes Schiff ausgeliefert und begann am 3. September 1872 ihre Jungfernfahrt nach New York, wie nach ihr noch sechs andere Dampfer der Klasse. Bis auf die Feldmarschall Moltke kamen alle Schiffe der Klasse auf dieser Stammstrecke des NDL zum Einsatz. Die letzte Reise führte wohl die Braunschweig erst im Januar 1896 durch.
Die Strassburg mit einer Einrichtung für 60 Passagiere der I. Klasse, 120 der II. Klasse und 900 im Zwischendeck führte noch im Oktober 1872 eine Reise über Baltimore nach New Orleans durch und machte bis zum August 1893 zwölf New York-Fahrten. Dazu kamen weitere Fahrten nach Baltimore und Reisen nach Südamerika ab 1881.
1873 kamen fünf weitere Dampfer der Klasse in Dienst. Die Mosel begann ihre Jungfernfahrt nach New York am 4. Januar 1873 und sie blieb bis zu ihrem tragischen Ende 1882 auf dieser Strecke. Als einziges Schiff der Serie wurde sie nur auf einer Route eingesetzt. Im September kamen die Braunschweig als erstes von Steele geliefertes Schiff mit einem ersten Einsatz nach Baltimore und die Feldmarschall Moltke nach Westindien und Panama in Dienst. Die Minister Roon und von Earle gelieferte Hohenzollern führten ihre Jungfernfahrten im Oktober und Dezember auch nach Westindien durch.
1874 wurden erneut fünf Dampfer ausgeliefert. Die von Steele gelieferte Nürnberg gehörte wie die im Vorjahr gelieferte Braunschweig der Baltimore-Linie und begann am 17. Februar ihre Jungfernfahrt dorthin. Beide Schiffe hatten eine verkleinerte Passagiereinrichtung mit 34 Plätzen in der I.Klasse, 33 in der II. Klasse und 600 Plätzen im Zwischendeck, da auf dieser Linie das Frachtaufkommen eine größere Rolle spielte. Hohenstaufen, Neckar und Oder machten ihre Jungfernfahrten nach New York und verblieben auf dieser Linie. Die Oder hatte eine Maschine von 3250 PS und erreichte 13 kn. Beim Typschiff Strassburg wurde die alte Maschine getauscht und durch eine neue Compoundmaschine von 1600 PS ersetzt, die ihr 12 Knoten ermöglichten.
1874 wurde deutlich, dass der NDL mehr Schiffe hatte, als er im Augenblick benötigte. Die Auslastung des Westindien-Dienstes war so ungenügend, dass auf dieser Linie der Verkehr eingestellt wurde. Die für diesen Dienst bestellte General Werder wurde daher auf ihrer Jungfernfahrt nach Baltimore geschickt und danach bis 1877 aufgelegt. Die beiden anderen Westindien-Schiffe (Feldmarschall Moltke und Minister Roon) wurden aus dem Verkehr gezogen und konnten im Herbst des Folgejahres nach England verkauft werden.
1875 kam mit der Salier das vorletzte Schiff in Dienst und die Habsburg lief vom Stapel, die beide auch in den New York Dienst kamen. Die beiden vorgenannten Westindien-Schiffe konnten im September an die britische Peninsular and Oriental Steam Navigation Company abgegeben werden.

## Südamerikadienst
1876 konnte die Hohenzollern endlich am 1. März den lange geplanten Südamerika-Dienst nach Brasilien und zu den La-Plata-Häfen aufnehmen. Ihr folgten im monatlichen Abstand die Salier und die Habsburg, die ihre Jungfernreise am 11. März noch nach New York angetreten hatte. Das vierte geplante Südamerikaschiff, die Hohenstaufen kam auf dieser Linie erst im September 1881 zum Einsatz und im November 1881 auch noch die Strassburg. Die zweiklassige Ausstattung (142 I. Klasse, 800 Zwischendeckspassagiere) der Südamerika-Dampfer erwies sich schnell als zu groß und wurde zu Gunsten eines größeren Frachtangebotes reduziert. Die Kabinen der I. Klasse wurden ausgebaut.
Auf der Linie kamen aber bald auch ältere ehemalige Mittelamerika-Schiffe (Kronprinz Friedrich Wilhelm ab 1876, Graf Bismarck (I) ab 1877, dann auch Hannover (I), Frankfurt (I) und Köln (I)) und Schiffe der Baltimore-Linie (Berlin (I) ab 1879, dann auch Ohio, Leipzig, Baltimore) als Frachtschiffe zum Einsatz.
1877 waren elf Schiffe der Klasse im Einsatz beim NDL. Drei liefen unverändert im Südamerika-Dienst, der Rest nach New York oder Baltimore. Die seit 1874 aufliegende General Werder bediente ab März auch die New York Route.
1878 teilte der NDL wegen der argentinischen Quarantänebestimmungen seine Südamerikalinie und bot Abfahrten nur nach Brasilien und zu den Häfen am Río de la Plata im 14-täglichen Rhythmus an. Auch wurde die deutsch-amerikanische Tochtergesellschaft für die Baltimore-Linie aufgelöst und dem NDL eingegliedert. Das herausragende Ereignis des Jahres war der Anschlag auf die Mosel am 11. Dezember in Bremerhaven. Der Täter, der sich nach der Explosion selbst erschoss, brachte eine Zeitzünderbombe an Bord, die vorzeitig explodierte. 81 Personen starben, und etwa ebenso viele wurden erheblich verletzt. Der Täter plante einen Versicherungsbetrug und wollte das Schiff in Southampton verlassen, und seine Bombe sollte danach das Schiff versenken.
1882 stand erneut die Mosel im Blickpunkt. Sie erhielt bei John Elder & Company in Glasgow eine neue Maschine von 3500 PS, die ihr 14 Knoten ermöglichten. Der NDL testete, ob eine Beschleunigung der alten Dampfer und ein Betrieb mit geringeren Geschwindigkeitsunterschieden zum neuen, bei Elder gebauten Schnelldampfer Elbe möglich sei. Allerdings endete dieser Test vorzeitig. Am 2. Juli lief die Mosel letztmals Richtung New York aus Bremerhaven. Auf der Rückfahrt strandete sie am 9. August 1882 bei Lizard Point und ging als erster Dampfer der Klasse verloren.

## Reichspostdampferlinien
1885 und 1886 wurden die Dampfer dann für den Einsatz auf den Reichspostdampferlinien nach Australien und China vorbereitet. Zwar hatte das Deutsche Reich vorgeschrieben, dass für den Betrieb neue Dampfer in Deutschland zu bauen seien. Aber man war damit einverstanden, dass vorerst die vorhandenen Dampfer zum Einsatz kommen konnten.
So lief die Oder als erster deutscher Reichspostdampfer am 30. Juni 1886 nach China aus. Am 14. Juli eröffnete dann die Salier die Linie nach Australien, die um Europa und durch das Mittelmeer bis nach Aden völlig identisch waren. Erst dann wurde der Weg unterschiedlich. Die Ostasien-Dampfer liefen über Ceylon und Malaya nach China, während die Australien-Dampfer über eine Bunkerstation im Chagos-Archipel Australien direkt anliefen.
Nach der Oder traten Neckar, Nürnberg und schließlich noch Braunschweig den Weg nach China an. Die ersten beiden verfügten mit einer maximalen Leistung von 3250 PS über die stärksten Maschinen der Klasse. Die beiden anderen hatten vor dem Einsatz auf den Reichspostdampfer-Linien 1886 in Bremerhaven noch zwei Zusatzkessel erhalten und verfügten danach über 2200 PS und konnten 13 Knoten laufen.
Der Salier, die für 70 Passagiere in der I. Klasse, 110 in der II. Klasse und 480 im Zwischendeck Platz bot, folgten Hohenzollern im August und Hohenstaufen und Habsburg.
Bei der Eröffnung des Postdampferdienstes führte die Braunschweig auf der Zweiglinie von Triest nach Port Said im Juli 1886 die erste Reise durch.
Auf der Zweiglinie von Hongkong nach Japan kamen ab 1886 bis 1899 Dampfer der Strassburg-Klasse zum Einsatz. Zuerst die General Werder bis 1892, die gleichzeitig als Reserveschiff für die Hauptlinie diente. Ihr folgte die Nürnberg, die 1886–1891 sowohl nach China und Australien gefahren war. Anfang 1892 war sie auch noch einmal nach Baltimore eingesetzt worden. Und 1895 folgte dann noch die modernisierte Hohenzollern, zuletzt nach Nordamerika eingesetzt.
1887 gab es dann den ersten und einzigen Totalverlust auf der Reichspostdampferlinie bis 1914. Die am 9. März zu ihrer dritten Reise gestartete Oder erreichte fahrplanmäßig am 26. April Shanghai. Auf der Rückreise lief sie am 30. Mai 1887 auf ein Riff vor Sokotra. Bei der Erkundung der Situation kenterte ein Rettungsboot und der Dritte Offizier und drei Matrosen kamen ums Leben. Der britische Frachter Cyclop konnte am folgenden Tag die 61 Passagiere und übrigen 111 Besatzungsmitglieder bergen und nach Aden bringen. Die Passagiere kamen mit einem italienischen Dampfer nach Alexandria und der Dampfer Adler der Mittelmeerzweiglinie brachte einen Teil nach Triest. Die Besatzung kehrte mit dem folgenden Dampfer Neckar nach Bremerhaven zurück.
1890/91 wurden die Australien-Postdampfer nacheinander beim Vulcan in Stettin umgebaut und mit einer neuen, modernen Dreifach-Expansions-Maschine ausgerüstet. Die neuen Maschinen sollten nicht die Schnelligkeit erhöhen, sondern den Kohlenverbrauch reduzieren, da sie wesentlich effektiver arbeiteten. Gleichzeitig wurde die Passagiereinrichtung modifiziert, da sie zu groß war und den Schiffen zu wenig Frachtraum beließ. Hohenzollern und Hohenstaufen hatten jetzt Platz für 44 Passagiere der I. Klasse, 18. der II. Klasse und 558 im Zwischendeck. Die danach umgebauten Salier und Habsburg boten Platz für 63 Passagiere der I. Klasse, 30 der II. Klasse und 641 im Zwischendeck. Die vier Schiffe kehrten wieder in den Australiendienst zurück und schieden 1894 aus dem Postdampferdienst nach und nach aus.
Von den nach China eingesetzten Schiffen kamen Nürnberg und Braunschweig in der Umbauphase auch nach Australien zum Einsatz.
1892 konnte der NDL das Reserveschiff der Postdampferlinie, die General Werder, beim Kauf des Dampfers H.H. Meier in Zahlung geben. Sie wurde ein britisches Kreuzfahrtschiff und blieb bis 1912 von allen Schiffen der Klasse am längsten im Dienst. Als Reserveschiff und für die Zweiglinie nach Japan kam jetzt bis 1895 die Nürnberg zum Einsatz.
1893 schieden die Dampfer Braunschweig, Neckar und Nürnberg endgültig aus dem Postdienst auf der Hauptlinie aus. Der NDL setzte auf diesen Linien nicht nur die drei Reichspostdampfer der Preussen-Klasse, sondern zunehmend auch mit Genehmigung der Reichsregierung die Dampfer der in Großbritannien gebauten Städte-Klasse ein.

## Letzte Einsätze
1894 kam im Januar die Braunschweig bis 1896 noch elfmal nach New York zum Einsatz, im Lauf des Jahres noch die Hohenzollern und die Salier und 1895 auch zweimal die Habsburg.
In diesem Jahr kamen Schiffe der Strassburg-Klasse auch noch auf einer weiteren Linie zum Einsatz. Am 14. Februar begann die Neckar die erste von insgesamt neun Fahrten auf der Linie Neapel-New York (letzter Start am 23. März 1895), der noch die Braunschweig folgte. Diese führte bis zum 30. Mai 1896 einige Fahrten auf dieser Route durch. Auf den Reichspostdampferlinien wurden die Schiffe weitgehend überflüssig, da die Prinzen-Postdampfer in Dienst kamen. Nach Südamerika war seit Jahren die Strassburg im Einsatz, zuletzt im Januar 1896.
1895 kamen noch Habsburg und Salier wieder in den Südamerikadienst. Am 7. Dezember 1896 kam es dann zu einem fürchterlichen Unfall, als die Salier vor Villagarcía de Arosa im Sturm mit allen 279 Personen an Bord unterging.
Bis zu diesem schweren Unfall waren nur noch Hohenzollern, Hohenstaufen und Habsburg vorhanden, von denen nur die Hohenzollern auf der Hongkong-Japan-Linie noch zum Einsatz kam. Die beiden anderen waren 1896 aufgelegt worden und wurden 1898 zum Abbruch verkauft.
Mit dem Verkauf der Hohenzollern 1899 in Hongkong war auch das letzte Schiff der Strassburg-Klasse aus dem Dienst des NDL verschwunden.
Die ehemalige Minister Roon war noch bis 1901 in Japan im Dienst. Die ehemalige General Werder, die ihre ersten drei Dienstjahre als Auflieger verbracht hatte, wurde als britisches Kreuzfahrtschiff Midnight Sun erst 1912 abgewrackt.

## Übersicht zur Strassburg-Klasse
| Jahr | Name                 | Tonnage  | Werft                            | Status/Schicksal |
| ---- | -------------------- | -------- | -------------------------------- | --- |
| 1872 | Strassburg (I)       | 3025 BRT | Caird & Co. Ltd., Greenock       | 1896 zum Abbruch verkauft |
| 1872 | Mosel (I)            | 3114 BRT | Caird & Co. Ltd., Greenock       | 1875 Anschlag auf die Mosel, 1882 bei Cap Lizard (Ärmelkanal) gestrandet |
| 1873 | Braunschweig         | 3079 BRT | R. Steele & Co. Ltd., Greenock   | 1. September 1873 Nordatlantikdienst, 13. Juli 1886 erster Postdampfer auf der Zweiglinie Triest–Brindisi–Port Said, 13. Januar 1887 Einsatz als Postdampfer nach Ostasien (Shanghai), 8. Juli 1891 nach Australien (Sydney), Januar 1894 wieder Nordatlantikdienst, 1896 zum Abbruch (Genua) verkauft |
| 1873 | Feldmarschall Moltke | 3060 BRT | Caird & Co. Ltd., Greenock       | 1875 an P&O verkauft, in Assam umbenannt, 1895 an Nippon Yusen Kaisha verkauft und in Kaijio Maru umbenannt, 1899 abgebrochen |
| 1873 | Minister Roon        | 3066 BRT | Caird & Co. Ltd., Greenock       | 1875 an P&O verkauft und in Siam umbenannt, 1895 an Fukanaga Shoshichi verkauft und in Yorihime Maru umbenannt, 1902 in Japan abgebrochen |
| 1873 | Hohenzollern (I)     | 3092 BRT | Caird & Co. Ltd., Greenock       | 7. Dezember 1873 Jungfernfahrt von Bremen über Southampton nach Panama, 12. Mai 1874 erste Reise nach New York (6 Reisen), 1. März 1876 Eröffnung eines Südamerika-Dienstes, 1978 wieder auf dem Nordatlantik, 14. Juli 1886 zweiter Postdampfer des NDL nach Australien, 1890 Umbau, 1895? auf Zweiglinie Hongkong–Japan, 1899 nach Hongkong verkauft, 1900 nach Russland Ussuri, 5.1900 bei Ikibsukishima gestrandet |
| 1874 | Nürnberg (I)         | 3116 BRT | R. Steele & Co. Ltd., Greenock   | 17. Februar 1874 Nordatlantikdienst, 25. August 1886 dritter Postdampfer des NDL nach Ostasien, 13. Juli 1887 erstmals nach Australien, 1892 bis 1895 auf Zweiglinie Hongkong–Japan, 1895 zum Abbruch verkauft |
| 1874 | Hohenstaufen         | 3090 BRT | Earle’s SB & Eng. Co. Ltd., Hull | 29. August 1874 Nordatlantikdienst Bremen–Le Havre–New York (drei Reisen), ab April 1880 auch zwei Reisen über Christiania, 1881 auch Südamerika, 26. Januar 1887 auf Postlinie nach Australien, 1890 Umbau, im Mai 1897 aufgelegt, 1897 zum Abbruch verkauft |
| 1874 | Oder (I)             | 3158 BRT | Caird & Co. Ltd., Greenock       | 23. Mai 1874 Nordatlantikdienst, 30. Juni 1886 erster Postdampfer des NDL nach Ostasien, 29. Mai 1887 bei Sokotra auf dritter Heimreise gestrandet, vier Tote |
| 1874 | Neckar (I)           | 3120 BRT | Caird & Co. Ltd., Greenock       | 17. April 1874 Nordatlantikdienst, 28. Juli 1886 zweiter Postdampfer des NDL nach Ostasien, 1887 auch Einsatz nach Australien, 14. Februar 1894 Neapel–New York, 1895 Nordatlantikdienst, 1896 Abbruch |
| 1874 | General Werder       | 3020 BRT | Caird & Co. Ltd., Greenock       | 16. September 1874 Nordatlantikdienst, 1874–79 aufgelegt, Reserveschiff Reichspostlinien, 1887 bis 1892 auf Zweiglinie Hongkong–Japan, 1892 für Neubau H.H. Meier in Zahlung gegeben, 1893 an Albion Steamship Co; umbenannt in Midnight Sun für Kreuzfahrten nach Norwegen, auch Fahrten nach Nordafrika und ins Mittelmeer, 1899 von einer amerikanischen Frauengruppe gechartert und den Briten als Hospitalschiff während des Burenkrieges unter dem Namen Princess of Wales zur Verfügung gestellt; ab 1901 als Midnight Sun wieder Kreuzfahrten, 1912 Abbruch |
| 1875 | Salier               | 3084 BRT | Earle’s SB & Eng. Co. Ltd., Hull | 8. September 1875 Nordatlantikdienst, 1876 auch Südamerika, 14. Juli 1886 erster Postdampfer des NDL nach Australien, 1891 Umbau, Dezember 1894 wieder Atlantikdienst, 8. Dezember 1896 vor Cabo Correbudo (Spanien) untergegangen (279 Tote) |
| 1876 | Habsburg             | 3094 BRT | Earle’s SB & Eng. Co. Ltd., Hull | 11. März 1876 Nordatlantikdienst, Mai 1876 auch Südamerika, 23. Februar 1887 auf Postlinie nach Australien, 1891 Umbau, 34. Oktober 1894 letzte Australienreise, April 1895 wieder Atlantikdienst, 10. März 1896 letzter Einsatz nach Südamerika, 1898 zum Abbruch verkauft |